# Maskierungsmittel
Maskierungsmittel sind chemische Substanzen, die unter anderem in der Tüpfelanalyse und der Chelatometrie verwendet werden. Mit ihnen lassen sich störende Ionen in einer Analyse ausblenden, sodass die Untersuchung des eigentlichen Ions nicht beeinträchtigt wird. Als Maskierungsmittel können sowohl anorganische Ionen als auch organische Verbindungen genutzt werden.
Im Sport kann mit Maskierungsmitteln außerdem der Nachweis von Dopingmitteln im Körper erschwert oder sogar verhindert werden. Als Maskierungsmittel werden beispielsweise Stoffe wie Diuretika verwendet, die durch verstärkte Verwässerung des Urins Dopingkontrollen erschweren. Die Verwendung von Maskierungsmitteln selbst gilt ebenfalls als Doping.